# Alejandro Gaete
Alejandro Humberto Gaete Duarte (* 25. Januar 1986 in Santiago) ist ein ehemaliger chilenischer Fußballspieler, der auf der Position eines Innenverteidigers eingesetzt wurde. Heute ist er als Fußballtrainer tätig.

## Karriere
Alejandro Gaete begann seine Profikarriere 2004 bei Universidad Católica und wurde in der Clausura 2005 chilenischer Meister. Er kam jedoch in drei Jahren beim Klub nur zu drei Spielen und wechselte 2007 zu Ñublense, bei dem er nur kurze Zeit spielte und dann zu Coquimbo Unido ging. Auch im Anschluss wechselte er häufig den Klub, bis er bei Universidad de Concepción mit fünf Jahren längere Zeit bei einem Team blieb. Danach lief er noch für weitere Klubs auf und beendete schließlich 2019 seine Karriere bei Independiente de Cauquenes.
Nach seiner Karriere als Spieler begann er als Jugendtrainer von Ñublense. Von Februar bis April 2025 übernahm er die Profimannschaft als Interimstrainer.

## Erfolge
Universidad Católica
- Chilenischer Meister: 2005-C